# Dieta padrão ocidental

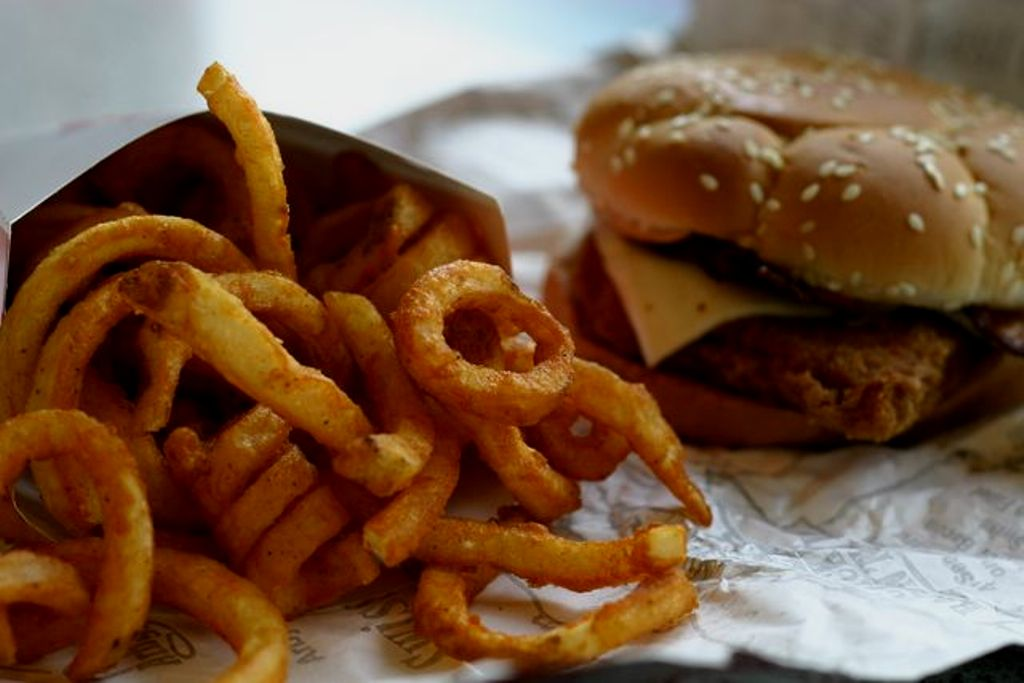
O fast food é um exemplo típico de alimento consumido em uma dieta americana padrão. Essa dieta foi causada, em parte, por mudanças fundamentais no estilo de vida após a Revolução Neolítica e, posteriormente, a Revolução Industrial.

A dieta padrão ocidental é um padrão alimentar moderno que geralmente se caracteriza pela alta ingestão de alimentos pré-embalados, grãos refinados, carne vermelha, carne processada, bebidas com alto teor de açúcar, balas e doces, frituras, produtos de origem animal produzidos industrialmente, manteiga e outros produtos lácteos com alto teor de gordura, ovos, batatas, milho (e xarope de milho com alto teor de frutose) e baixa ingestão de frutas, legumes, grãos integrais, produtos de origem animal criados em pastagens, peixes, nozes e sementes.
A análise do padrão alimentar concentra-se em dietas gerais (como a dieta mediterrânica) em vez de alimentos ou nutrientes individuais. Em comparação com a "dieta padrão prudente", que tem proporções mais altas de "frutas, legumes, grãos integrais e aves", a dieta padrão ocidental está associada a riscos mais altos de doenças cardiovasculares e obesidade.

## Elementos

Alimentos disponíveis para os estadunidenses desde 1910. O consumo de carne, grãos, frutas e vegetais aumentou. O consumo de laticínios diminuiu.

O consumo de carne bovina nos EUA diminuiu desde a década de 1970, enquanto o consumo de frango cresceu drasticamente. O peixe e a carne suína permanecem constantes.

Essa dieta é "rica em carne vermelha, laticínios, alimentos processados e adoçados artificialmente e sal, com ingestão mínima de frutas, verduras, peixes, legumes e grãos integrais". Vários alimentos e procedimentos de processamento de alimentos introduzidos durante os períodos neolítico e industrial alteraram fundamentalmente sete características nutricionais das dietas dos hominídeos ancestrais: carga glicêmica, composição de ácidos graxos, composição de macronutrientes, densidade de micronutrientes, equilíbrio ácido-base, relação sódio-potássio e teor de fibras.
Em 2006, a dieta americana típica era de cerca de 2 200 kilocalorias (9 200 kJ) por dia, com 50% das calorias provenientes de carboidratos, 15% de proteínas e 35% de gorduras. Essa ingestão de macronutrientes está dentro da Faixa de Distribuição Aceitável de Macronutrientes (AMDR) para adultos, identificada pelo Conselho de Alimentos e Nutrição do Instituto de Medicina dos Estados Unidos como "associada à redução do risco de doenças crônicas e, ao mesmo tempo, à ingestão adequada de nutrientes essenciais", que é de 45 a 65% de carboidratos, 10 a 35% de proteínas e 20 a 35% de gorduras como porcentagem da energia total. Entretanto, a qualidade nutricional dos alimentos específicos que compõem esses macronutrientes, geralmente é ruim, como no padrão "ocidental" discutido acima. Acredita-se que os carboidratos complexos, como o amido, sejam mais saudáveis do que o açúcar, que é frequentemente consumido na Dieta Americana Padrão.
A densidade energética de um WPD típico tem aumentado continuamente ao longo do tempo. Uma pesquisa do USDA realizada em meados da década de 2010 sugere que a ingestão média dos adultos estadunidenses é de pelo menos 2 390 kilocalorias (10 000 kJ) por dia. Pesquisadores que usaram diferentes métodos de coleta/análise de dados previram que a média era de cerca de 3 680 kilocalorias (15 000 kJ) por dia. Por outro lado, uma ingestão diária saudável é muito menor. Como os adultos estadunidenses geralmente têm um estilo de vida sedentário, as diretrizes sugerem que 1.600 a 2.000 kcal (6.700 a 8.400 kJ) são adequadas para a maioria das mulheres e 2.000 a 2.600 kcal (8.400 a 10.900 kJ) são adequadas para homens com o mesmo nível de atividade física.
Uma análise dos hábitos alimentares nos Estados Unidos em 2004 constatou que cerca de 75% das refeições feitas em restaurantes eram de fast-food. Quase metade das refeições pedidas em um cardápio eram hambúrgueres, batatas fritas ou aves - e cerca de um terço dos pedidos incluía refrigerante. De 1970 a 2008, o consumo per capita de calorias aumentou quase 25% nos Estados Unidos e cerca de 10% de todas as calorias eram provenientes de xarope de milho com alto teor de frutose.
Os estadunidenses consomem mais de 13% de suas calorias diárias na forma de açúcares adicionados. Bebidas como água aromatizada, refrigerantes e bebidas cafeinadas adoçadas representam 47% desses açúcares adicionados.
Os estadunidenses com 1 ano ou mais consomem significativamente mais açúcares adicionados, óleos, gorduras saturadas e sódio do que o recomendado nas diretrizes dietéticas delineadas pelo Office of Disease Prevention and Health Promotion. Oitenta e nove por cento dos estadunidenses consomem mais sódio do que o recomendado. Além disso, o consumo excessivo de óleos, gorduras saturadas e açúcares adicionados é observado em 72%, 71% e 70% da população americana, respectivamente.
Os consumidores começaram a recorrer à margarina devido à preocupação com os altos níveis de gorduras saturadas encontradas na manteiga. Em 1958, a margarina passou a ser mais consumida do que a manteiga, com o americano médio consumindo 4 kg de margarina por ano. A margarina é produzida pelo refino de óleos vegetais, um processo que introduz o ácido trans elaídico, não encontrado naturalmente nos alimentos. O consumo de ácidos graxos trans, como o ácido trans elaídico, tem sido associado a doenças cardiovasculares. Em 2005, o consumo de margarina caiu abaixo do consumo de manteiga devido aos riscos associados à ingestão de gordura trans.
O consumo de vegetais é baixo entre os estadunidenses, com apenas 13% da população consumindo as quantidades recomendadas. Meninos de 9 a 13 anos e meninas de 14 a 18 anos consomem as menores quantidades de vegetais em relação à população em geral. As batatas e os tomates, que são componentes essenciais de muitas refeições, representam 39% dos vegetais consumidos pelos estadunidenses. 60% dos vegetais são consumidos individualmente, 30% são incluídos como parte de um prato e 10% são encontrados em molhos.
Os grãos integrais devem consistir em mais da metade do consumo total de grãos, e os grãos refinados não devem exceder a metade do consumo total de grãos. No entanto, 85,3% dos cereais consumidos pelos estadunidenses são produzidos com grãos refinados, em que o germe e o farelo são removidos. O refino de grãos aumenta a vida útil e amacia pães e bolos, no entanto, o processo de refino diminui sua qualidade nutricional.

## Impacto ambiental
A transição para uma dieta mais ocidentalizada tem várias implicações, principalmente com relação à exportação de alimentos. À medida que as populações se tornam mais ricas, o que se reflete em um PIB crescente, elas têm mais renda disponível para comprar alimentos de outros países, o que facilita essa transição alimentar. Isso foi observado em muitas nações em desenvolvimento. Em países de renda baixa e média, essa transição é rápida, e isso é observado em países como o Brasil, a Índia e a África do Sul. As dietas ocidentalizadas contribuem para o aumento das emissões de gases de efeito estufa. Isso ocorre devido às grandes cadeias de suprimentos globais das quais a produção de alimentos faz parte. Grandes áreas da América Latina e do Sudeste Asiático dedicam boa parte de suas terras à agricultura e à silvicultura, que depois são exportadas para outros países. Esse uso crescente das exportações está impulsionando as emissões de gases de efeito estufa.
As mudanças nas dietas globais também aumentam as emissões. O aumento da renda per capita leva à urbanização de uma população. Quando isso ocorre, as populações substituem uma dieta de baixa caloria e intensa em vegetais por produtos mais intensivos em energia, caracterizados pelo aumento do consumo de carne e gorduras refinadas, óleos e açúcar. Quando uma nação atinge um determinado ponto de desenvolvimento, a dieta pode se tornar o principal fator de emissão, principalmente quando se concentra em uma dieta ocidentalizada.

## Questões sanitárias
Com base em estudos epidemiológicos preliminares, em comparação com uma dieta saudável, a dieta de padrão ocidental está positivamente correlacionada com uma incidência elevada de obesidade, morte por doença cardíaca, câncer (especialmente câncer de cólon), e outras doenças relacionadas à "dieta de padrão ocidental". Ela aumenta o risco da síndrome metabólica e pode ter um impacto negativo na saúde cardiometabólica.

### Doença de Crohn
Uma dieta de padrão ocidental é associada à doença de Crohn. A doença de Crohn tem seus efeitos sobre as bactérias simbióticas dentro do intestino humano que mostram uma correlação positiva com uma dieta de padrão ocidental. Os sintomas podem variar de dor abdominal a diarreia e febre

### Obesidade

Obesidade em vários países desenvolvidos (em 2003)

Uma dieta de padrão ocidental está associada a um risco maior de obesidade. Há uma correlação positiva entre uma dieta de padrão ocidental e vários biomarcadores plasmáticos que podem ser mediadores da obesidade, como o colesterol HDL, altos níveis de insulina em jejum e leptina. Meta-análises também mostraram que, em comparação com uma dieta saudável, uma dieta de padrão ocidental está ligada a um maior ganho de peso entre mulheres e adolescentes.

### Diabetes
Vários estudos demonstraram que há uma correlação positiva entre a adoção de uma dieta de padrão ocidental e a incidência de diabetes tipo 2 tanto em homens quanto em mulheres.

### Câncer
A dieta de padrão ocidental tem sido geralmente associada ao aumento do risco de câncer colorretal. Meta-análises descobriram que os padrões de dieta consistentes com os da dieta de padrão ocidental estão positivamente correlacionados com o risco de câncer de próstata. Descobriu-se também que a maior adesão a uma dieta de padrão ocidental aumenta o risco geral de mortalidade por câncer.
Não foi estabelecida nenhuma relação significativa entre a dieta de padrão ocidental e o câncer de mama.

## Predominância
Nos últimos anos, as dietas dos países em desenvolvimento, como México, África do Sul e Índia, passaram a adotar mais elementos da dieta ocidental. O consumo geral da dieta nessas regiões agora reflete um equilíbrio maior de açúcares e gorduras processadas em relação a grupos de alimentos com menos calorias, como vegetais e amidos. De acordo com esse padrão, a dicotomia ocidental versus oriental tornou-se menos relevante, pois essa dieta não é mais "estranha" a nenhuma região global (assim como a culinária tradicional do Leste Asiático não é mais "estranha" ao Ocidente), mas o termo ainda é uma abreviação bem compreendida na literatura médica, independentemente de onde a dieta é encontrada. Outros padrões alimentares descritos na pesquisa médica incluem os padrões "bebedor" e "consumidor de carne". Devido à variabilidade das dietas, os indivíduos geralmente são classificados não como simplesmente "seguindo" ou "não seguindo" uma determinada dieta, mas sim classificando-os de acordo com a proximidade de suas dietas com cada padrão. Os pesquisadores então comparam os resultados entre o grupo que segue mais de perto um determinado padrão e o grupo que segue menos de perto um determinado padrão.

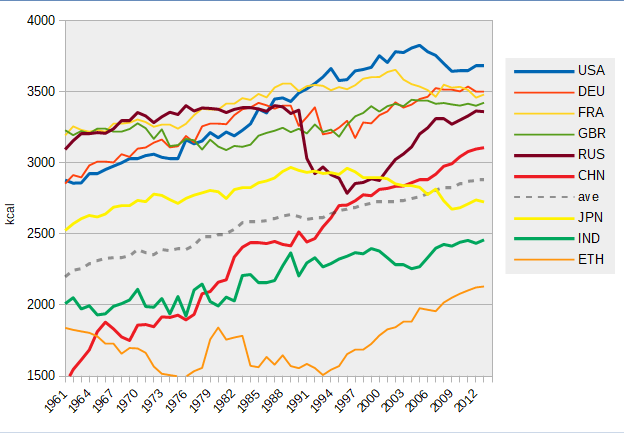
Mudanças no suprimento de alimentos (por energia)
Outra área (ano 2010) África subsaariana - 2170 kcal/capita/dia Nordeste e norte da África - 3120 kcal/capita/dia
Sul da Ásia - 2450 kcal/capita/dia Leste da Ásia - 3040 kcal/capita/dia América Latina/Caribe - 2950 kcal/capita/dia
Países desenvolvidos - 3470 kcal/capita/dia

## História
A dieta ocidental presente no mundo atual é uma consequência da revolução neolítica e das revoluções industriais. A revolução neolítica introduziu os alimentos básicos da dieta ocidental, incluindo carnes domesticadas, açúcar, álcool, sal, grãos de cereais e laticínios. A dieta ocidental moderna surgiu após a Revolução Industrial, que introduziu novos métodos de processamento de alimentos, incluindo a adição de cereais, açúcares refinados e óleos vegetais refinados à dieta ocidental, além de aumentar o teor de gordura das carnes domesticadas. Mais recentemente, os processadores de alimentos começaram a substituir o açúcar pelo xarope de milho com alto teor de frutose.